# 比夫拉多板盾尾魚
比夫拉多板盾尾魚，為輻鰭魚綱鱸形目刺尾魚亞目刺尾魚科的其中一個種，於1962年首次被法國動物學家Jacques Blache和Martial Rossignol正式描述為Xesurus biafraensis，其模式產地為幾內亞灣聖多美島的Pointe de Prayao，分布於東大西洋的幾內亞灣，從加彭Cap Lopez 到聖多美島海域，本魚體呈橢圓形且側扁，口鼻部非常明顯，頭部的背側輪廓陡峭，腹側輪廓不太彎曲，背鰭硬棘8枚、背鰭軟條25枚、臀鰭硬棘3枚、臀鰭軟條24枚，頭部有2條白色橫帶，整體的顏色為灰色，頭部顏色較深，全身密布黑色小圓點，體長可達20公分，棲息在珊瑚礁區，通常成小群活動，可做為食用魚。